# Pizza Hero - La sfida dei forni
Pizza Hero - La sfida dei forni, noto semplicemente anche come Pizza Hero, è stato un programma televisivo italiano in onda nel 2019 in prima serata sul Nove condotto da Gabriele Bonci.

## Il programma
In ogni puntata, Gabriele Bonci andrà in una diversa città italiana, assaggerà i migliori prodotti di 3 forni e sceglierà i 2 migliori che si scontreranno in una sfida creativa all’ultimo impasto. Il vincitore potrà fare un restyling completo del suo negozio. A partire dalla seconda edizione, il vincitore si aggiudica un premio di 2.000 euro in gettoni d'oro.

## La sigla
La musica della sigla del programma è stata composta dal combo hip hop romano Flaminio Maphia.
La sigla è stata girata dall'agenzia The Snatch di Milano, che ha disegnato anche il logo e la grafica.

## Edizioni
| Edizione | Episodi | Prima puntata   | Ultima puntata   | Conduzione     | Ascolti | Share |
| -------- | ------- | --------------- | ---------------- | -------------- | ------- | ----- |
| 1        | 8       | 28 gennaio 2019 | 11 marzo 2019    | Gabriele Bonci | 473.000 | 1,80% |
| 2        | 10      | 27 ottobre 2019 | 29 dicembre 2019 | Gabriele Bonci | 361.000 | 1,50% |

### Prima stagione
| Episodio | Data             | Città          | Ascolti | Share |
| -------- | ---------------- | -------------- | ------- | ----- |
| 1        | 28 gennaio 2019  | Roma           | 601.000 | 2,30% |
| 2        | 28 gennaio 2019  | Milano         | 608.000 | 2,80% |
| 3        | 4 febbraio 2019  | Napoli         | 543.000 | 2,10% |
| 4        | 11 febbraio 2019 | Livorno        | 366.000 | 1,30% |
| 5        | 18 febbraio 2019 | Bologna        | 353.000 | 1,30% |
| 6        | 25 febbraio 2019 | Levante Ligure | 458.000 | 1,70% |
| 7        | 4 marzo 2019     | Altamura       | 397.000 | 1,50% |
| 8        | 11 marzo 2019    | Mantova        | 457.000 | 1,70% |
| #        | Media Auditel    | Media Auditel  | 473.000 | 1,80% |

### Seconda stagione
| Episodio | Data             | Città           | Ascolti | Share |
| -------- | ---------------- | --------------- | ------- | ----- |
| 1        | 27 ottobre 2019  | Firenze         | 399.000 | 1,60% |
| 2        | 3 novembre 2019  | Milano          | 397.000 | 1,60% |
| 3        | 10 novembre 2019 | Rimini          | 290.000 | 1,20% |
| 4        | 17 novembre 2019 | Ascoli          | 393.000 | 1,50% |
| 5        | 27 novembre 2019 | Cagliari        | 394.000 | 1,60% |
| 6        | 2 dicembre 2019  | Trieste         | 350.000 | 1,40% |
| 7        | 9 dicembre 2019  | Castelli Romani | 397.000 | 1,60% |
| 8        | 16 dicembre 2019 | Bari            | 290.000 | 1,30% |
| 9        | 23 dicembre 2019 | Genova          | 325.000 | 1,50% |
| 10       | 29 dicembre 2019 | Catania         | 378.000 | 1,60% |
| #        | Media Auditel    | Media Auditel   | 361.000 | 1,50% |